# Tiếng Càn-đà-la

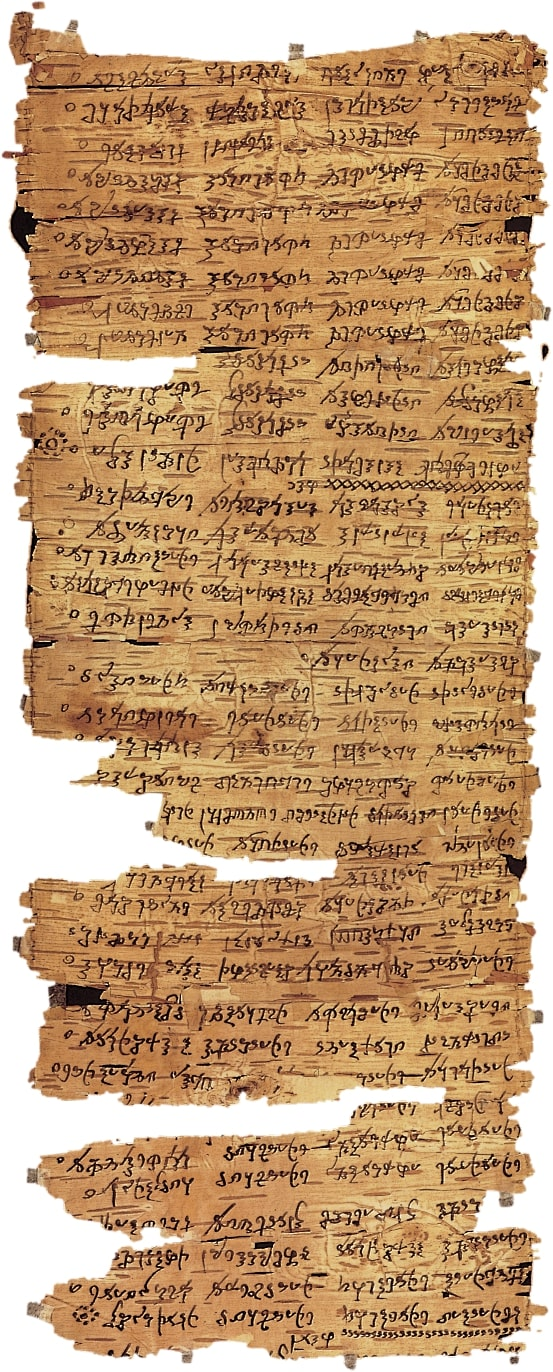
Bản thảo vỏ cáng lò Dhammapada chưa hoàn thành trong tiếng Gandhara và chữ Kharosthi giành được bởi nhiệm vụ Dutreuil de Rhins (1891–1894) ở Trung Á. Cuối thể kỉ 1 đến thế kỉ 3. Thư viện Quốc gia Pháp

Tiếng Càn-đà-la (còn được gọi là Tiếng Gandhara) là một ngôn ngữ Prakrit được tìm thấy chủ yếu trong các văn bản vào giữa thế kỉ 3 TCN và thế kỉ 4 CN ở vùng Gandhāra, nằm ở phía Tây Bắc của tiểu lục địa Ấn Độ. Ngôn ngữ này được sử dụng rất nhiều bởi các văn hóa Phật giáo ở Trung Á và đã được tìm thấy càng xa như phía Đông Trung Quốc, trong những bản khắc ở Lạc Dương và An Dương.
Ngôn ngữ này xuất hiện trên đồng xu, bản khắc và văn bản, đáng kể là các văn bản Phật giáo Gandhāra. Ngôn ngữ đặc biệt trong số các ngôn ngữ Prakrit vì có một số âm vị học cổ xưa, vì sự tách biệt và độc lập tương đối, vì nằm trong ảnh hưởng một phần của vùng Cận Đông và Địa Trung Hải cổ đại và vì việc sử dụng hệ thống chữ viết Kharoṣṭhī, so sánh với chữ Brahmic được dùng bởi các ngôn ngữ Prakrit khác.

## Mô tả
Tiếng Càn-đà-la là một ngôn ngữ Ấn-Arya trung đại sớm – một ngôn ngữ Prakrit – với những đặc điểm độc đáo phân biệt với tất cả các ngôn ngữ Prakrit được biết đến khác. Về mặt ngữ âm, ngôn ngữ này duy trì cả ba âm xuýt Ấn-Arya cổ. – s, ś và ṣ – như các âm riêng biệt chúng rơi vào nhau như [s] trong các ngôn ngữ Prakrit khác, một sự thay đổi được coi là một trong những sự thay đổi âm Ấn-Arya trung đại. Tiếng Càn-đà-la còn giữ một số cụm phụ âm Ấn-Arya cổ, chủ yếu là những cụm phụ âm liên quan đến v và r. Ngoài ra, phụ âm th and dh trong các ngôn ngữ Ấn-Arya cổ giữa hai nguyên âm được viết sớm với một chữ cái đặc biệt (ghi chú bởi các học giả như một chữ gạch chân s, [s]), sau này sử dụng thay thế cho nhau với âm s, đề xuất một thay đổi sớm tới một âm, có thể là âm xát răng hữu thanh ð, và một thay đổi âm tới âm z và sau đó một âm s thẳng.